# ادیپ در کولونوس

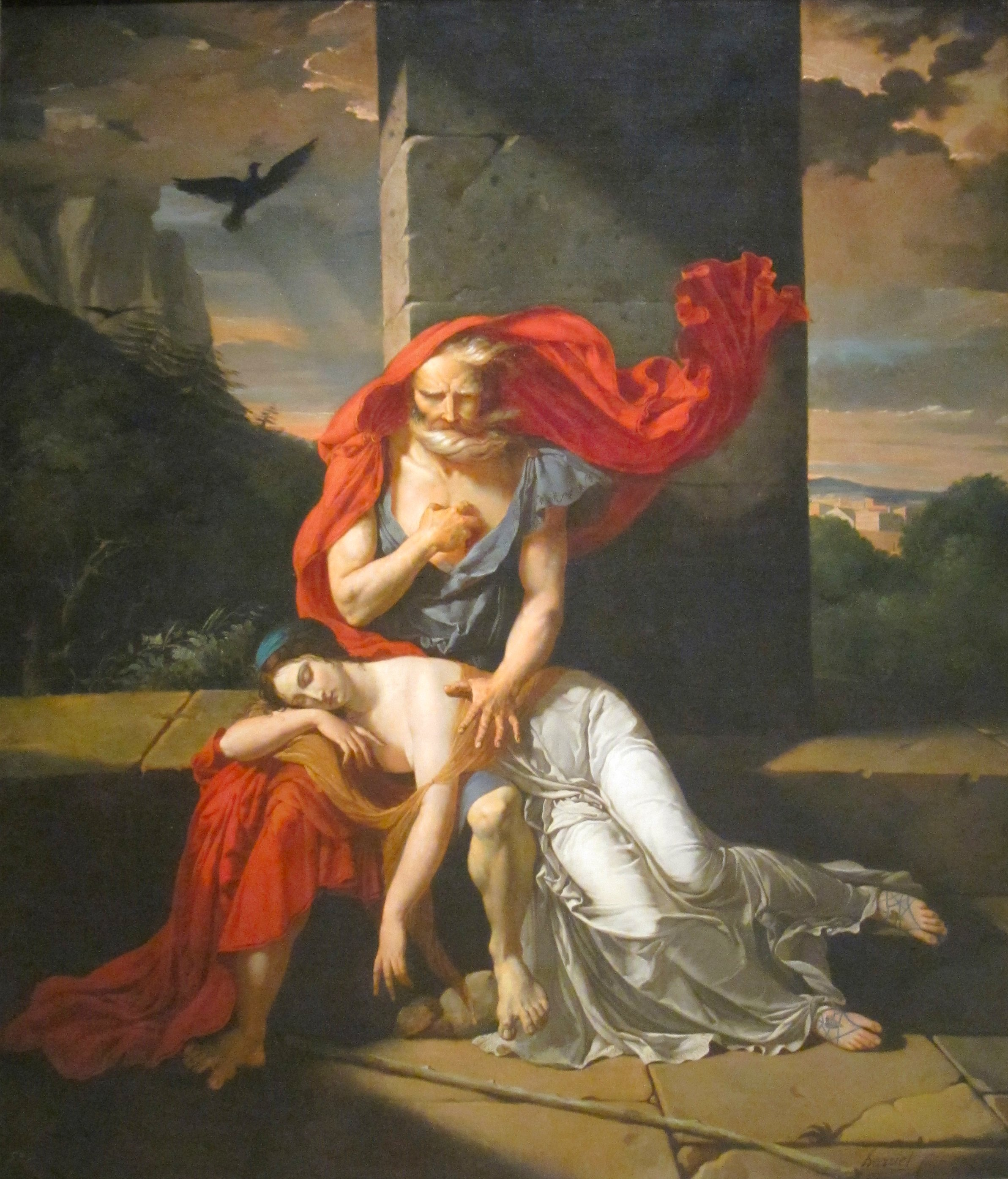
ادیپ در کولونوس ، - ژان هریت (۱۷۹۸-۱۷۹۹)

ادیپ در کولونوس نام قسمت دوم سه‌گانه ادیپ شهریار نمایشنامه تراژدی از سوفوکل نویسنده مشهور یونانی است و ماجرای تبعید خودخواسته ادیپ به کولونوس  با همراهی دخترش آنتیگونه است. این نمایشنامه‌ها درایران تحت عنوان افسانه‌های تبای منتشر شده است.